# Marthe Bibesco

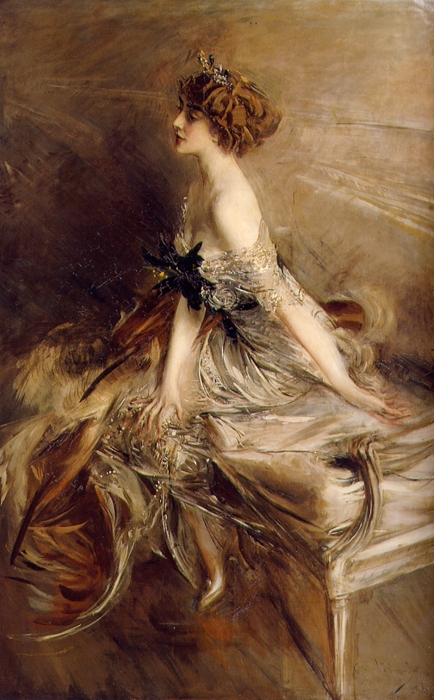
Giovanni Boldini: Porträt von Prinzessin Marthe-Lucile Bibesco de Brancovan, Öl auf Leinwand, 1911

Prinzessin Marthe-Lucie Bibesco de Brancovan (* 28. Januar 1886 in Bukarest; † 29. November 1973 in Paris) war eine rumänisch-französische Schriftstellerin.

## Leben
Martha-Lucia Lahovary war das dritte Kind des rumänischen Botschafters in Paris und zeitweiligen Außenministers Ion Lahovary, der der rumänischen Aristokratie angehörte und dessen beide Brüder ebenfalls als Außenminister amtierten, und seiner Ehefrau, der Prinzessin Emma Mavrokordatos. Sie wuchs abwechselnd auf dem Familienanwesen in Balotești bei Bukarest und im mondänen Biarritz an der französischen Atlantikküste auf. Sie galt als frühreif und ausgesprochen intelligent, war aber von dem frühen Tod ihres Bruders und den Suiziden ihrer Mutter und ihrer Schwester Marguerite geprägt. Im Jahre 1900 wurde die erst 14-jährige Marthe-Lucie in die Pariser Gesellschaft eingeführt und dabei auch dem rumänischen Kronprinzen Ferdinand von Hohenzollern-Sigmaringen vorgestellt.
Im Jahre 1902 heiratete Marthe-Lucie Lahovary in Bukarest ihren Cousin 3. Grades, den Prinzen George III. Valentin Bibesco (1880–1941), einen Sohn von Iorgu Bibesco und Valentine de Riquet, Comtesse de Caraman-Chimay. Aus der Ehe, die allen Berichten zufolge unglücklich verlief, ging die Tochter Valentine hervor. In den ersten Jahren ihrer Ehe fand Marthe-Lucie Trost im Lesen und Schreiben. Ihr erstes Buch Les huit paradis. Perse, Asie-mineur, Constantinople entstand in der Folge einer diplomatischen Persienreise der Prinzessin, die sie im Auto mit ihrem Ehemann 1905 zusammen mit dem Schriftsteller und Sportler Claude Anet und ihrem Cousin Emmanuel Bibesco nach Isfahan führte. Für ihre Reminiszenz der Erlebnisse in der islamischen Welt erhielt die Autorin 1908 den Preis der Académie francaise für das beste Debüt. Ihr nächstes Buch war Alexandre Asiatique ou L'histoire du plus grand bonheur possible (1912), eine Reflexion am Beispiel Alexander des Großen über die Geltung von Lebenszielen.
Während des Ersten Weltkriegs, in den Rumänien erst 1916 auf der Seite der Entente gegen Österreich-Ungarn und Deutschland eintrat und währenddessen der Süden des Landes mit der Hauptstadt Bukarest von den deutschen Truppen besetzt wurde, arbeitete die Prinzessin in einem Kriegslazarett in Bukarest. 1917 begab sie sich ins Exil in die Schweiz, wo große Teile ihres Buches Isvor, le pays des saules entstanden, eine essayistische Hommage an die ländliche Kultur ihrer Heimat, die 1923 in zwei Bänden erschien. Mittlerweile war die Prinzessin in Paris, London und Bukarest zu einer der auffälligsten Erscheinungen der europäischen Adelswelt geworden. Sie hatte schon 1912 Marcel Proust getroffen, der eng mit ihren Cousins Emmanuel und Antoine Bibesco befreundet war, kannte hochrangige Politiker in Großbritannien, Frankreich, Rumänien, reiste in ganz Europa – begünstigt durch die Tatsache, dass ihr Ehemann George einer der berühmtesten Flugpioniere der Epoche war. „Sie ging von einem hochrangigen Treffen zum nächsten, dinierte an dem einen Tag mit dem britischen Außenminister Arthur Balfour, sah am andern ihre alten Freunde Aristide Briand und Raymond Poincaré, diskutierte mit Maynard Keynes über die Zukunft, speiste mit dem Maler Vuillard zu Abend oder trank im Ritz mit Marcel Proust und dessen neuestem Verehrer Harold Nicolson Tee.“
1924 erschien der Roman Le perroquet vert, der zahlreiche autobiographische Einzelheiten um den frühen Tod ihres Bruders und dessen Einwirkungen auf die Familie literarisch verfremdet thematisierte. Eines ihrer bekanntesten Bücher erschien 1927 mit dem Roman Catherine-Paris; es benutzte ebenfalls biographische und familienhistorische Elemente, um eine Geschichte aus der europäischen Adelswelt zu schildern, die sich als Lobpreisung von Paris als republikanischer Stadt entpuppt. Walter Benjamin zeigte sich sehr angetan von diesem Roman, der auch auf Deutsch erschien: „Und die Fürstin[!] Bibesco ist wirklich klug. Die Weisheit des Herzens und die Erfahrungen des Hoflebens durchdringen sich ihr in einem barocken Ensemble, das von fern an die großen schreibenden Praktiker, Krieger und Kirchenfürsten, des siebzehnten Jahrhunderts erinnert.“ Bis heute auch in Deutsch erhältlich ist ihre Erinnerung an die Bekanntschaft mit Marcel Proust, die erstmals 1928 unter dem Titel Au bal avec Marcel Proust erschien. Darin wird vor allem auch ihres Cousins Antoine gedacht, der sich neben seiner Diplomatenaufgaben selbst als Autor betätigte und mit der ebenfalls schreibenden Elizabeth Asquith, Tochter des englischen Premierministers Asquith, verheiratet war.
Mittlerweile führte das Ehepaar Bibesco eine offene Beziehung; bekannt sind u. a. die Affären und Freundschaften der Prinzessin Bibesco mit dem rumänischen König Ferdinand I., dem spanischen König Alfons XIII., dem Kronprinzen Friedrich Wilhelm von Preußen, dem britischen Premierminister Ramsay MacDonald, dem britischen Luftfahrtminister Lord Thompson of Cardington, dem französischen Politiker und Publizisten Henri de Jouvenel, früherer Ehemann der Schriftstellerin Colette, dem britischen Premierminister Winston Churchill, dem französischen Staatspräsidenten Charles de Gaulle. Einigen widmete die Autorin Texte, die in den Bänden Une victime royale. Ferdinand de Roumanie (1927), Le destin du lord Thomson of Cardington (1927), Quatre portraits. Ferdinand de Roumanie, Henry Asquith, Anatole France Jean Lahovary (1929), Image d'Èpinal (1937), Churchill ou Le courage (1956) erschienen.
Bereits vor dem Krieg nutzte Prinzessin Bibesco ihre Schriftstellerinnentätigkeit, um unter dem Pseudonym Lucile Decaux mit weniger anspruchsvollen Romanen ihren kostspieligen Lebensunterhalt zu verdienen.
Marthe-Lucie pflegte die Bekanntschaften nicht weniger Künstler, unter anderen Edith Wharton, Marcel Proust, Jean Cocteau, Antoine de Saint-Exupéry, Anatole France, Rainer Maria Rilke, Enid Bagnold, Paul Valéry und Paul Claudel. Einer ihrer engsten Freunde war der Abbé Arthur Mugnier; durch ihn konvertierte sie zum Katholizismus und publizierte ihren ausgedehnten Briefwechsel.
Marthe Bibescos Interesse an Politik und Geschichte sollte vor dem Zweiten Weltkrieg dazu führen, dass sie in Rumänien für die Westmächte gegen den Einfluss von Hitler-Deutschland und die faschistische Bewegung in Rumänien arbeitete. Während des Krieges hielt sie sich weitgehend auf ihrem von ihrem Ehemann geschenkten und der Prinzessin renovierten alten Schloss Mogoșoaia bei Bukarest auf und nutzte diesen Ort als Möglichkeit zur Kommunikation mit zahlreichen europäischen Politikern und Künstlern. Es wird angenommen, dass 1943 eine längere Reise nach Istanbul dem Zweck der Kontaktaufnahme mit den Alliierten dienen sollte. Ihr Ehemann George Bibesco starb 1941 in Mogoșoaia. Ebenso wurde dort die Ehefrau ihres Cousins Antoine, Elizabeth Bibesco-Asquith beerdigt, die 1945 starb.
Mit der Eroberung Rumäniens durch die Rote Armee musste Prinzessin Bibesco das Land auf Druck der Kommunisten verlassen. Ihre Tochter Valentine blieb mit ihrem Ehemann Nicolae Dimitrie Ghika-Comănești noch mehrere Jahre in einem kleinen Dorf verbannt, während deren Söhne John und George in England zur Schule gingen. Erst 1956 gelang den Eltern die Ausreise nach Großbritannien. Nach dem Verlust des Besitzes in Rumänien musste die Prinzessin mit ihrer Publizistik und Verkauf von Juwelen ihr Leben in Paris und Großbritannien finanzieren.
Prinzessin Marthe-Lucie Bibesco de Brancovan starb am 29. November 1973 in ihrem Haus am Quai Bourbon auf der Île Saint-Louis in Paris. Unvollendet blieb ihre auf zahlreiche Bände geplante Autobiographie La Nymphe Europe, von der lediglich ein Band erschien.

## Werke (Auswahl)
- Les huit paradis, Paris 1908.
- Isvor, le pays des saules, Paris 1923.
- Le perroquet vert, Paris 1924, dt. Der grüne Papagei, übers. v. Dr. W. H. v.d. Mülbe, Hamburg [1928].
- Catherine-Paris, Paris 1927,[5] dt. Catherine Paris, übers. v. Käthe Illch, Wien 1928.
- Royal portraits, New York/London 1928.
- Le destin du lord Thomson of Cardington, Paris 1927.
- Une victime royale, Ferdinand de Roumanie, Paris 1927.
- Noblesse de robe, Paris 1928.
- Au bal avec Marcel Proust, Paris 1928,[6] dt. Begegnung mit Marcel Proust, übers. v. Eva Rechel-Mertens, Frankfurt a.M 1972 (Bibliothek Suhrkamp 318).
- Quatre portraits. Ferdinand de Roumanie, Henry Asquith, Anatole France, Jean Lahovary, Paris 1929.
- Croisade pour l’anémone. Lettres de Terre Sainte, Paris 1931.
- Le rire de la Naïade, Paris 1935.
- Image d'Épinal, Paris 1937.
- La Vie d’une amitié. Ma correspondance avec l'abbé Mugnier 1911-1944, 3 Bände, Paris 1951–1957.
- Churchill ou le courage, Paris 1956.
- La nymphe Europe, Bd. 1, Paris 1960.
- Le Confesseur et les poètes, Paris 1970.
- Échanges avec Paul Claudel. Nos lettres inédites, Paris 1972.
- Martha Bibescu: Berliner Tagebuch ’38 (Hg. Dumitru Hîncu), dt. Übersetzung v. Viorel V. Bucur, Hainburg: Lektor Verlag. 2010.

## Auszeichnungen
- 1955 Mitglied der Académie royale de langue et de littérature françaises de Belgique
- 1958 Mitglied in der Académie des Jeux Floraux de Toulouse
- 1962 Ritter der Légion d’Honneur